# Macedonia na Letnich Igrzyskach Olimpijskich 2012
Macedonię na Letnich Igrzyskach Olimpijskich 2012, które odbyły się w Londynie, reprezentowało 4 zawodników.
Był to piąty start reprezentacji Macedonii na letnich igrzyskach olimpijskich.

## Reprezentanci

### Lekkoatletyka
Mężczyźni
| Zawodnik         | Konkurencja | Eliminacje | Eliminacje | Półfinał | Półfinał | Finał | Finał   |
| Zawodnik         | Konkurencja | Wynik      | Miejsce    | Wynik    | Miejsce  | Wynik | Miejsce |
| ---------------- | ----------- | ---------- | ---------- | -------- | -------- | ----- | ------- |
| Kristian Efremow | 400 m       | 47,92      | 7.         | NQ       | NQ       | NQ    | NQ      |

Kobiety
| Zawodniczka        | Konkurencja | Eliminacje | Eliminacje | Półfinał | Półfinał | Finał | Finał   |
| Zawodniczka        | Konkurencja | Wynik      | Miejsce    | Wynik    | Miejsce  | Wynik | Miejsce |
| ------------------ | ----------- | ---------- | ---------- | -------- | -------- | ----- | ------- |
| Christina Risteska | 400 m       | 1:00,86    | 7.         | NQ       | NQ       | NQ    | NQ      |

### Pływanie
Mężczyźni
| Zawodnik        | Konkurencja    | Eliminacje | Eliminacje | Finał | Finał   |
| Zawodnik        | Konkurencja    | Czas       | Miejsce    | Czas  | Miejsce |
| --------------- | -------------- | ---------- | ---------- | ----- | ------- |
| Marko Błażewski | 400 m zmiennym | 4:32,38    | 34.        | NQ    | NQ      |

Kobiety
| Zawodniczka     | Konkurencja    | Eliminacje | Eliminacje | Finał | Finał   |
| Zawodniczka     | Konkurencja    | Czas       | Miejsce    | Czas  | Miejsce |
| --------------- | -------------- | ---------- | ---------- | ----- | ------- |
| Simona Marinowa | 800 m dowolnym | 9:28,41    | 35.        | NQ    | NQ      |